# Tsutsugamushi-Fieber
Das Tsutsugamushi-Fieber (auch: Scrub Typhus oder Japanisches Flussfieber) ist eine Infektionskrankheit, die durch das Bakterium Orientia tsutsugamushi (zu den Rickettsiaceae gehörend) ausgelöst wird.

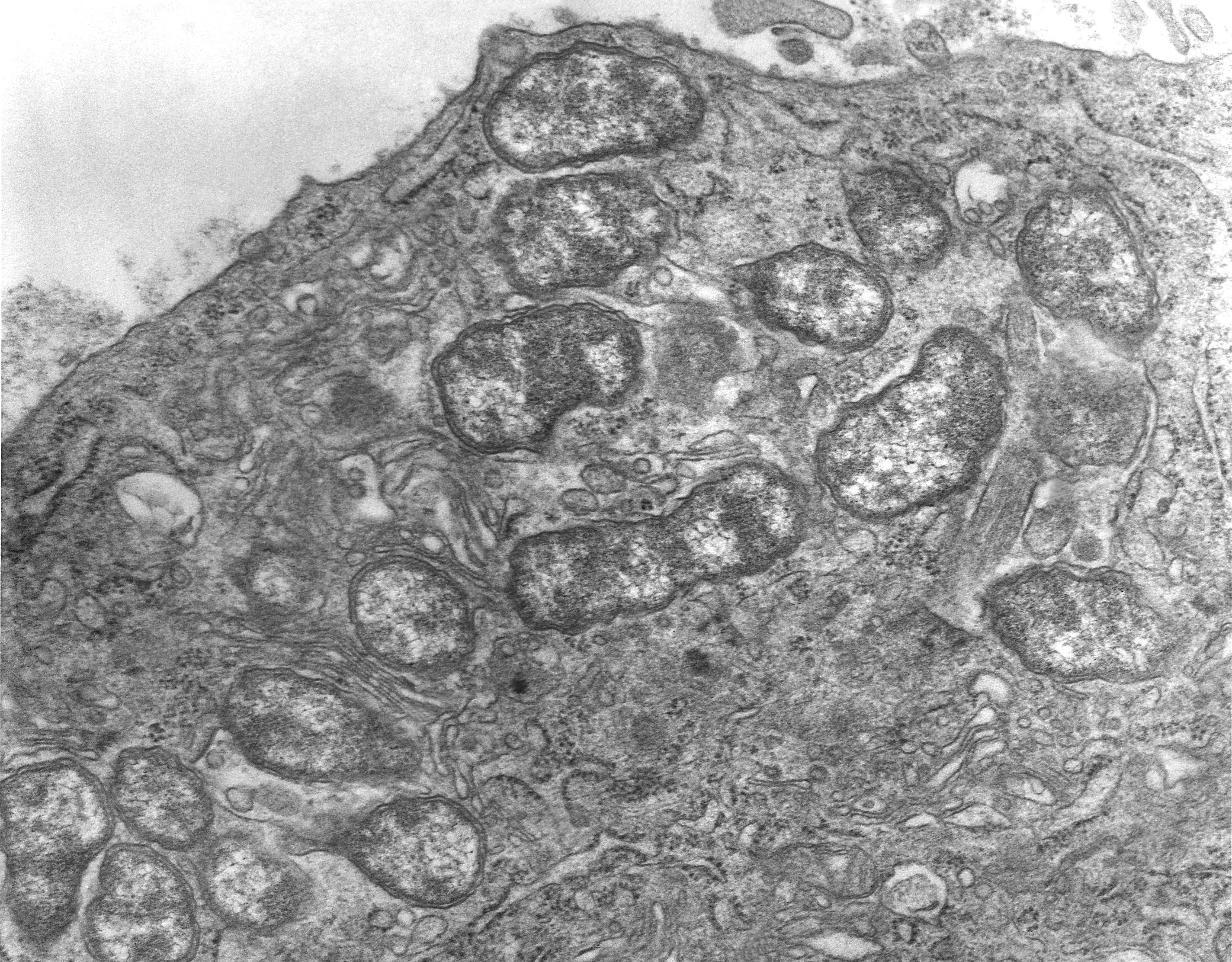
Erreger in Mauszelle

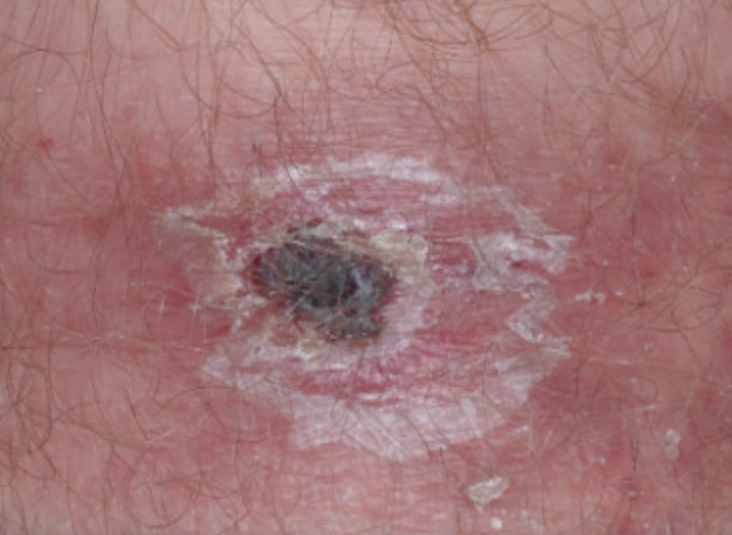
Typisches Erscheinungsbild eines Eschar, hier allerdings nicht durch Laufmilbenlarven, sondern bei einem Zeckenstich verursacht

Es wird durch Milben wie die namensgebende Trombicula akamushi (japanisch 恙虫 tsutsugamushi) übertragen, die zu den Trombidiformes zählen. Diese sitzen bevorzugt auf Sträuchern, worauf sich auch der Name Scrub bezieht. An der Bissstelle vermehren sich die Orientien und führen zu einer lokalen Nekrose, welche als schwarze, schorfartige Hautwunde erscheint und Eschar genannt wird. Der Eschar gilt in Asien als pathognomisch für das Tsutsugamushi-Fieber.
Symptome der Krankheit sind hohes Fieber, Schüttelfrost, Hepatomegalie, Splenomegalie und Lymphadenopathie. Nach einigen Tagen kommt es bei ca. einem Drittel der Fälle zu einem Hautausschlag. Basis der Symptome ist eine von den Orientien hervorgerufene generalisierte Vaskulitis. Zur spezifischen Diagnose kommt ein von Edmund Weil und Arthur Felix entwickeltes Verfahren in Frage, das auf Kreuzreaktion zwischen Rickettsien-Antikörpern und Proteus-Antigenen beruht. Die indirekte Immunfluoreszenz eignet sich zur Laborbestätigung und weist bei hohen Titern einen Kontakt des Immunsystems mit dem Erreger nach. Diverse Verfahren zum Nachweis Orientia-spezifischer Nukleinsäuresequenzen sind publiziert, die im Verbreitungsgebiet selbst jedoch oftmals aufgrund des technischen Aufwandes nicht zur Verfügung stehen.
Ein Impfstoff steht nicht zur Verfügung, da verschiedene Erregerstämme bekannt sind, die sich im Antigenmuster unterscheiden. Zur Prophylaxe eignet sich daher der Insektenschutz. Da die Erkrankung bei einem Viertel der Patienten unbehandelt tödlich verlaufen kann, wird antibiotisch therapiert, wonach nahezu keine Todesfälle mehr auftreten. Doxycyclin ist das Standardmittel, wegen Resistenzbildung muss jedoch teilweise auf andere Antibiotika ausgewichen werden.
Verbreitungsgebiet ist Asien, auch in den angrenzenden Regionen Australien und Ozeanien kann diese Infektion auftreten. Sie wird mangels Diagnosemöglichkeit in ländlichen Gegenden dort vielfach nicht erkannt. Nach dem Tōhoku-Erdbeben 2011 kam es in Japan zu einem Ausbruch der Krankheit. Im Zweiten Weltkrieg waren die Merrill’s Marauders davon betroffen.
Im September 2016 wurden erstmals drei autochthone Fälle auch auf der chilenischen Insel Chiloé beschrieben.